# Omenuke Mfulu
Omenuke Mfulu (Poissy, Francia, 20 de marzo de 1994) es un futbolista congoleño que juega como centrocampista y se encuentra sin equipo.

## Trayectoria
Formado en las categorías inferiores del Lille O. S. C., con el que llegó a jugar en su equipo filial. En 2013 llegaría al Stade de Reims donde jugaría la primera temporada en el filial y con el que más tarde, debutaría en Ligue 1.
Más tarde, jugaría dos temporadas en el Red Star FC, último clasificado de la Ligue 2 en su segunda temporada, en la que disputaría 28 partidos y anotó un gol. 
El 17 de junio de 2019 se hizo oficial su fichaje por Elche C. F. de la Segunda División de España por dos temporadas. Pasado ese tiempo abandonó el club y en agosto de 2021 firmó por dos años con la U. D. Las Palmas. Tras tres temporadas en el equipo amarillo, en los que consiguió el ascenso a Primera, el 31 de julio de 2024 rescindió el año de contrato que le restaba. Unos días después fichó por el R. C. Deportivo de La Coruña, donde permaneció una única campaña tras acordar su desvinculación en agosto de 2025.

## Selección nacional
Fue internacional en las categorías inferiores de la selección de fútbol de República Democrática del Congo con la que llegó a debutar en la sub-21.
El 9 de octubre de 2020 debutó con la absoluta en un amistoso ante Burkina Faso en el que perdieron por 3-0.

## Clubes
| Club                         | País    | Año       |
| ---------------------------- | ------- | --------- |
| Lille O. S. C. II            | Francia | 2012-2013 |
| Stade de Reims               | Francia | 2013-2017 |
| Red Star F. C.               | Francia | 2017-2019 |
| Elche C. F.                  | España  | 2019-2021 |
| U. D. Las Palmas             | España  | 2021-2024 |
| R. C. Deportivo de La Coruña | España  | 2024-2025 |